# 渋川光洪
渋川 光洪（しぶかわ みつひろ、享保8年（1723年） - 明和8年1月29日（1771年3月15日））は、江戸時代中期の江戸幕府天文方。渋川敬尹の三男。兄は渋川則休。通称孫次郎・図書。
兄の急逝に伴い、寛延3年（1750年）に天文方の地位を継ぐ。翌年、兄が命じられていた改暦実現のために、西川正休とともに上洛するが、翌年に陰陽頭土御門泰邦の策動によって西川は失脚、取り残された光洪は泰邦の威圧に屈し、泰邦主導で作られた宝暦暦には泰邦の隣に「門人渋川図書天文生源光洪」という位署をすることとなった（「天文生」は土御門家が代々掌ってきた天文道の学生を意味する）。子供がなく、天文学とは無縁な家から渋川正清（光洪の甥にあたる）が後継者に迎えられた。

## 系譜
- 父：渋川敬尹
- 母：不詳
- 妻：不詳
- 後継者：渋川正清 - 川口流清の子